# Jay Pritchett
Jason Francis "Jay" Pritchett (Youngstown, 23 mei 1947) is een personage uit de sitcom Modern Family dat vertolkt wordt door Ed O'Neill.

## Biografie
Jay is de vader van Claire, Mitchell en Joe. Daarnaast is hij de man van Gloria en de grootvader van Haley, Alex, Luke en Lily. Ook is hij de schoonvader van Phil en Cameron en de stiefvader van Manny. Hij was lange tijd de eigenaar van een kastenbedrijf en is mede hierdoor het rijkste familielid. Jay heeft een droog en sarcastisch gevoel voor humor. Net zoals zijn kinderen is ook hij realistischer, kalmer, etc. dan zijn partner. Daarnaast heeft hij ook een ingewikkelde relatie met zijn zoon, die homoseksueel is. Naarmate de serie vordert lijkt Jay dit beter te appreciëren. Met zijn schoonzoon, Phil, heeft hij ook een bizarre relatie. Phil wilt namelijk het respect van Jay verdienen, en doet daar zijn uiterste best voor, maar dit lijkt niet te lukken. Desondanks vertelde Jay eens aan zijn dochter Claire dat hij Phil eigenlijk wel een goede schoonzoon vindt.
Jay heeft een aantal typisch mannelijke kenmerken, zo is hij onder andere zeer geïnteresseerd in sport en modelvliegtuigjes. Hij doet ook veel moeite om een goede band te krijgen met zijn stiefzoon, Manny. Naarmate de serie vordert ontwikkelen ze een echte vader-zoonrelatie. De afwezigheid van Manny's echte vader, Javier, was daar zeker een belangrijke factor in. 
Tijdens de serie blijkt Gloria zwanger te zijn van Jay. Ze vertelt hem dit niet onmiddellijk, maar wanneer ze dit later toch doet zegt hij dat dat het beste nieuws is dat hij ooit gehoord heeft. De baby wordt een jongen genaamd Joe. Jay was opgelucht dat het geen meisje was. Jay houdt van honden. Zelf heeft hij ook een hond, Stella. Soms durft hij een beetje ver gaan in het vertroetelen van zijn hond, tot grote ergernis van Gloria. Jay diende in de United States Navy tijdens de Vietnamoorlog.
Bedenkers: Steven Levitan · Christopher Lloyd 

Hoofdpersonages: Jay Pritchett (Ed O'Neill) · Gloria Delgado-Pritchett (Sofía Vergara) · Claire Dunphy (Julie Bowen) · Phil Dunphy (Ty Burrell) · Mitchell Pritchett (Jesse Tyler Ferguson) · Cameron Tucker (Eric Stonestreet) · Luke Dunphy (Nolan Gould) · Haley Dunphy (Sarah Hyland) · Manny Delgado (Rico Rodriguez II) · Alex Dunphy (Ariel Winter) · Lily Tucker-Pritchett (Aubrey Anderson-Emmons) · Joe Pritchett (Jeremy Maguire)

Voornaamste nevenpersonages: Dylan Marshall (Reid Ewing) · Andy Bailey (Adam DeVine) · Pameron Tucker (Dana Powell)  · Ben (Joe Mande) · Frank Dunphy (Fred Willard) · Pepper Saltzman (Nathan Lane) · Ronaldo (Christian Barillas) · Stella (Brigitte the Dog) · Larry (Frosty the Cat)